# Salpausselkä

Verlauf der Salpausselkä-Moränen

Der Salpausselkä [ˈsɑlpɑu̯sˌselkæ] ist eine Serie von Endmoränen, die sich in einem weiten Bogen von Süd- nach Ostfinnland ziehen.
Sie entstanden im jüngeren Dryas vor rund 11.000 Jahren, als eine Kaltzeit den Rückzug der Gletscher, die fast ganz Fennoskandinavien bedeckten, verzögerte, durch die Ablagerung postglazialer Sande und Kiese an den Rändern des Eisschildes.
Man unterscheidet im Allgemeinen drei Höhenzüge.
Der längste und markanteste ist der so genannte „erste“ Salpausselkä (Salpausselkä I), der sich von der Halbinsel Hanko im äußersten Südwesten Finnlands über Lahti und Lappeenranta über eine Länge von rund 600 km in einem weiten Bogen bis weit nach Ostfinnland erstreckt. Seine höchste Stelle erreicht der Salpausselkä im Tiirismaa mit 222,6 Metern westlich von Lahti im Gebiet der Stadt Hollola.
In diesem Abschnitt markiert der Salpausselkä das Südende des Päijänne.
Auf dem Tiirismaa befindet sich ein hoher Sendemast.
In Lahti liegt an den Hängen des Salpausselkä mit den Salpausselkä-Schanzen auch das Zentrum des finnischen Skisprungsports.
Der „zweite“ Salpausselkä (Salpausselkä II) verläuft 10–20 km nordwärts versetzt, ist aber deutlich niedriger.
Der Salpausselkä III in Südwestfinnland erreicht nur eine Länge von 150 km und ist auch jünger. Er entstand während einer Kälteperiode vor rund 9900–9600 Jahren, als eine erneute Kaltzeit die Schmelze des Eisschildes wiederum zum Stillstand brachte.
Der Salpausselkä begrenzt als Wasserscheide die Finnische Seenplatte nach Süden und Osten. Die beiden einzigen Abflüsse des Seensystems nach Süden sind die Flüsse Kymijoki und Vuoksi. Der Kymijoki durchbrach den Salpausselkä vor rund 6000 Jahren, der Vuoksi vor rund 5000 Jahren an der Stelle des Imatrafalls; seither entwässern sie Ostfinnland und weite Teile Zentralfinnlands zum  Ladogasee und zum Finnischen Meerbusen hin.
Der Salpausselkä setzt sich von Finnland bis nach Nordnorwegen fort, teils im Meer und teils an Land. In Schweden ist er als Mittelschwedische Eisrandzone bekannt. Die prominenteste Landmarke ist Hindens Rev, eine schmale Landzunge, die sich etwa 5 Kilometer weit in den See Vänern streckt.
In Norwegen wird die Moräne als Raet bezeichnet und erstreckt sich von der schwedischen Grenze bei Halden und setzt sich über Südnorwegen entlang der Westküste über Trøndelag bis nach Nordnorwegen fort.